# Église Notre-Dame-de-l'Assomption de Dénat
L'église Notre-Dame-de-l'Assomption de Dénat est un édifice religieux catholique situé à Dénat, dans le Tarn, en région Occitanie (France).

## Description
Construite au XIIe siècle, c'était à l'origine la chapelle des seigneurs du village. Remaniée et fortifiée durant le XIIIe siècle, elle est intégrée à part entière dans le système défensif du village. Pour cela, les courtines du mur enceinte sont accolées à l'édifice, qui est aussi doté d'une tour défensive de guet, aujourd'hui arasée. Au XIVe siècle, les évêques d'Albi font de nombreux dons de mobilier, objets de culte ou œuvres d'art à l'église, car ils se servent du village de Dénat comme d'une résidence secondaire.
La nef de l'église est plus récente que l'ensemble du bâtiment possédant une abside de style roman. L'intérieur du bâtiment est orné de voûtes en ogives, de pilastres, de nombreuses colonnes et de chapiteaux.
L'église Notre-Dame de Dénat est inscrite au titre de monument historique par arrêté du 18 juin 1927.
Plusieurs objets sont référencés dans la base Palissy (voir les notices liées).